# Kunzea obovata
Kunzea obovata är en myrtenväxtart som beskrevs av Norman Brice Byrnes. Kunzea obovata ingår i släktet Kunzea och familjen myrtenväxter. Inga underarter finns listade i Catalogue of Life.